# Republica Moldova la Jocurile Olimpice de iarnă din 2018
Republica Moldova  a participat la Jocurile Olimpice de iarnă din 2018 din Pyeongchang, Coreea de Sud în perioada 9-25 februarie 2018, cu o delegație de 2 sportivi care a concurat la 2 sporturi.

## Schi alpin
| Sportiv          | Probă              | Manșa 1 | Manșa 1 | Manșa 2           | Manșa 2           | Total         | Total         |
| Sportiv          | Probă              | Timp    | Loc     | Timp              | Loc               | Timp          | Loc           |
| ---------------- | ------------------ | ------- | ------- | ----------------- | ----------------- | ------------- | ------------- |
| Christopher Hörl | Combinata masculin | 1:22,25 | 41      | Nu a luat startul | Nu a luat startul | Nu a terminat | Nu a terminat |
| Christopher Hörl | Coborâre masculin  | N/A     | N/A     | N/A               | N/A               | 1:45,21       | 40            |

## Schi fond
Distanță
| Sportiv        | Probă                | Finală  | Finală  | Finală |
| Sportiv        | Probă                | Timp    | Deficit | Loc    |
| -------------- | -------------------- | ------- | ------- | ------ |
| Nicolae Gaiduc | 15 km liber masculin | 43:43,3 | +9:59,4 | 106    |